# Aksel Sandemose
Aksel Sandemose (Axel Nielsen, de son nom de naissance), né le 19 mars 1899 à Nykøbing Mors sur  l'île de Mors et mort le 6 août 1965  à Copenhague, est un écrivain danois, de mère norvégienne.

## Biographie
Il formule en 1933 les règles de la loi de Jante.
Il écrit en riksmål.
Il obtient notamment le prix Dobloug en 1959.

## Œuvres traduites en français
- Matelot de Norvège [« Mænd fra Atlanten »], trad. de Mme Manceron, Paris, Éditions Delamain et Boutelleau, 1940, 277 p. (BNF 32602520)
- Le Loup-Garou [« Varulven »], trad. d’Elisabeth Eydoux, Paris, Éditions Robert Laffont, coll. « Pavillons », 1964, 384 p. (BNF 33165373)
- Le Marchand de goudron [« Tjærehandleren »], trad. d’Éléna Balzamo, Arles, France, Actes Sud, coll. « Lettres scandinaves », 1990, 182 p.  (ISBN 2-86869-519-1)
- Le Clabaudeur [« Klabautermannen »], trad. de Charles Aubry, Nantes, France, Éditions de l’Élan, 1993, 189 p.  (ISBN 2-909027-13-9)
- Le Secret de l’île aux bienheureux. Conte cruel sous le règne du roi Rhascall [« Eventyret fra kong Rhascall den syttendes tid om en palmegrønn øy »], trad. d’Éric Guilleman, Lausanne, Suisse, Éditions Pierre Esprit ouvert, coll. « Littérature étrangère », 1999, 156 p.  (ISBN 2-88329-040-7)
- Un fugitif recoupe ses traces. Récit de l’enfance d’un meurtrier [« En flyktning krysser sitt spor »], trad. de Philippe Bouquet, Caen, France, Presses universitaires de Caen, coll. « Fabulae », 2014, 319  p.  (ISBN 978-2-84133-493-3)